# إلياس زوريتا
إلياس زوريتا (بالإنجليزية: Elias Zurita)‏ هو لاعب كرة قدم أمريكي في مركز الهجوم، ولد في 8 يونيو 1964 في كوينز في الولايات المتحدة. لعب مع شيكاغو ستينغ.